# L'acchiappasogni (film)
L'acchiappasogni (Dreamcatcher) è un film del 2003 diretto da Lawrence Kasdan, adattamento cinematografico dell'omonimo romanzo di Stephen King (2001).

## Trama
Nell'immaginaria città di Derry, quattro amici (Jonesy, Beaver, Pete e Henry) di lunga data si ritrovano per l'annuale caccia tra i boschi. I quattro condividono una storia che li ha visti protagonisti da bambini: l'aver salvato un quinto bambino autistico di nome Duddits da dei teppisti che lo stavano picchiando e umiliando. Per ricompensa, il piccolo regala loro speciali poteri di tipo telepatico. Le capacità di Duddits non li stupiscono, avendo già intuito dal loro primo incontro che egli è in qualche modo speciale. Così essi passano le giornate ad addestrarsi ad usarli, iniziando a servirsene per cercare di aiutare le persone, in particolare una ragazzina Down caduta dentro un pozzo nel bosco.
Duddits in più di un'occasione avverte i quattro bambini di qualcuno di pericoloso:
«A-attenti a Mister Gray».
Ormai adulti, si ritrovano una volta all'anno nella loro casa nel bosco per festeggiare la loro amicizia e il loro incontro con Duddits, a cui desiderano far visita appena possibile. Oltre ai propri poteri personali, Duddits aveva insegnato a tutti loro a creare, nella propria mente, il "Magazzino di Memoria": un luogo particolare dove si può personalmente archiviare tutto il proprio sapere mentale. Dei quattro, però, solo Jonesy sembra essere in grado di poterlo ancora usare, in quanto gli altri per motivi di alcolismo non possono più accedervi avendolo probabilmente danneggiato. 
Durante il ritrovo annuale, scoprono che, a loro insaputa, nella zona si è diffuso uno strano virus che infetta uomini e animali, e che l'esercito tenta di contrastare in ogni modo possibile. Mentre i quattro vengono a contatto con misteriose entità mangia-uomini che iniziano a infettarli, i militari iniziano la caccia agli alieni che popolano la zona.
Mr Gray, un alieno con l'intenzione di infettare e conquistare il mondo, si impossessa del corpo di Jonesy tentando di infettare l'acquedotto della città di Boston, così da diffondere vermi mangiauomini nel pianeta e sterminare il genere umano. Henry, sopravvissuto tra i quattro amici assieme a Jonesy, viene intanto catturato dall'esercito e messo in quarantena: gli umani sospetti di essere portatori di alieni vengono infatti rinchiusi e sterminati dal colonnello Curtis.
Henry riesce a convincere il tenente Owen, sottoposto di Curtis, nell'aiutarlo a trovare Jonesy in quanto portatore dell'alieno e, grazie all'aiuto di Duddits, ormai malato terminale di leucemia, che in verità si rivela essere un alieno mandato a compiere una missione contro l'entità malvagia che è all'origine dell'epidemia, salva il mondo.

## Curiosità
- A un certo punto del film Pete, dopo essere andato a prendere le birre in auto, dice a una donna "Tesoro, sono a casa!": chiaro riferimento alla frase cult del film Shining[senza fonte]
- Il Colonnello Curtis chiama il "virus" Ripley, dal nome della protagonista di Alien. In effetti il film prende parecchio spunto dalla saga di Alien.[senza fonte]
- Nel libro da cui è tratto, a differenza del film, Duddits non si rivela essere un alieno, bensì un normale essere umano dotato di enormi poteri mentali.
- Durante una ripresa all’interno dell’abitazione di Duddits, quando sua madre apre il frigo davanti a Henry (Thomas Jane) si ha un primo piano su delle bottigliette di acqua Arrowhead, riferimento al successivo film tratto da un racconto di Stephen King The Mist la cui trama ruota attorno al programma militare Arrowhead Project; film che verrà interpretato dallo stesso Thomas Jane.

## Slogan promozionali
- «Four friends hung a dreamcatcher in their cabin. It's about to catch something it cannot stop.»
- «A circle of friendship. A web of mystery. A pattern of fear.»
- «Catch The Nightmare.»
- «Evil Slips Through»
- «Il male è riuscito a passare.»
- «La fine ha inizio.»